# Sycobiomorphella
Sycobiomorphella is een geslacht van vliesvleugeligen uit de familie Eurytomidae. De wetenschappelijke naam van dit geslacht is voor het eerst geldig gepubliceerd in 1967 door Abdurahiman & Joseph.

## Soorten
Het geslacht Sycobiomorphella is monotypisch en omvat slechts de volgende soort:
- Sycobiomorphella lacorensis Abdurahiman & Joseph, 1967